# 種月寺
種月寺（しゅげつじ）は、新潟県新潟市西蒲区にある曹洞宗の寺院。

## 歴史
1446年（文安3年）、上杉房朝の開基である。房朝は越後国守護であり、房朝が耕雲寺第3世住職の南英謙宗を招聘し寺を創建した。
耕雲寺 (村上市)、雲洞庵 (南魚沼市)、慈光寺 (五泉市)とともに「越後曹洞宗四箇道場」の一つである。
当寺の本堂は、1699年（元禄12年）に建立されたもので、国の重要文化財に指定されている。

## 文化財

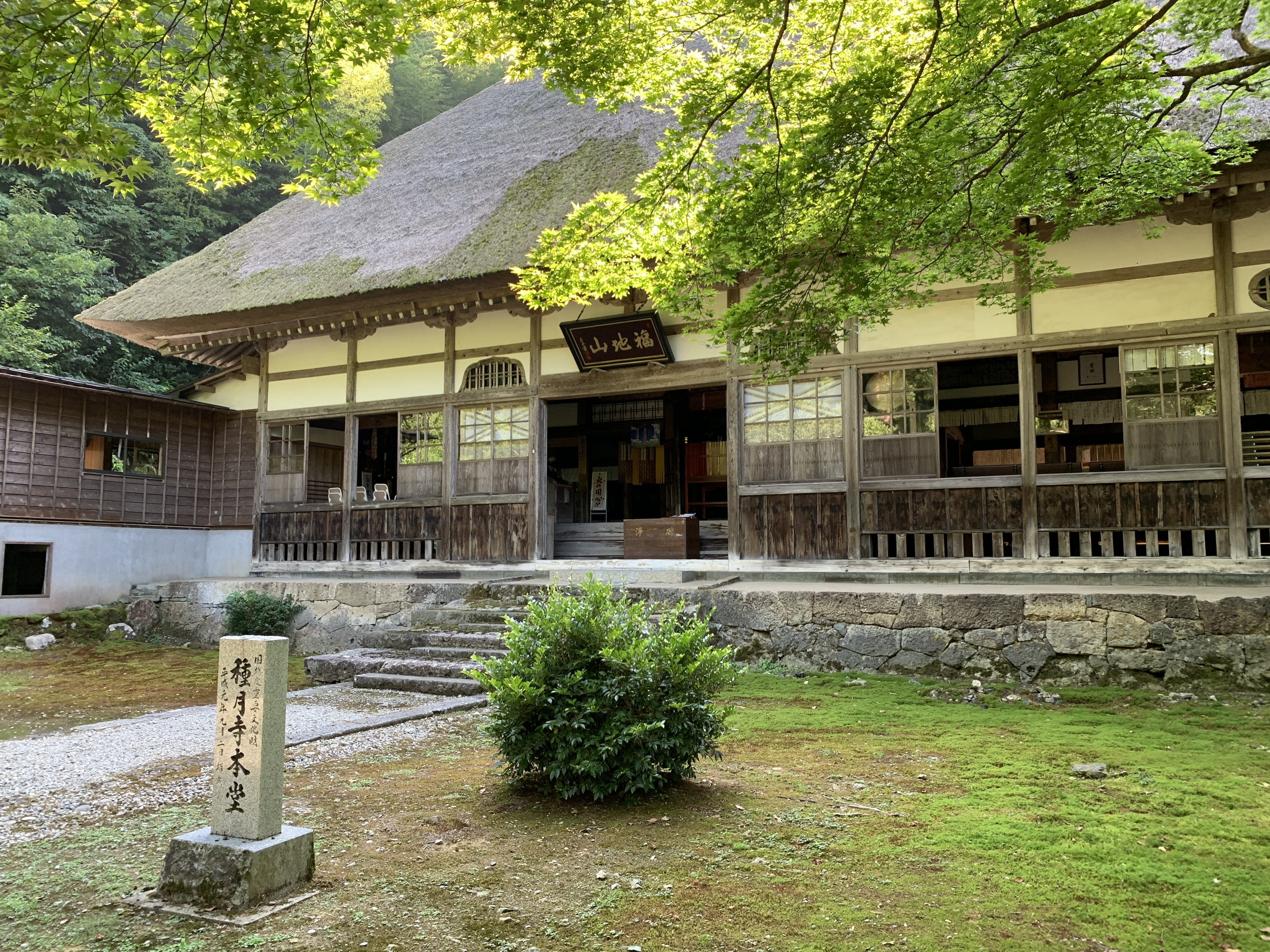
本堂

- 種月寺本堂（重要文化財 平成元年9月2日指定）[3]
- 南英謙宗墨跡・書籍（新潟県指定文化財 昭和29年2月10日指定）[4]
- 銀木犀（新潟市指定天然記念物 平成16年8月11日指定）[5]

## 交通アクセス
- 岩室駅より車11分。